# ATP Tour
ATP Tour (cunoscut sub numele de ATP World Tour din ianuarie 2009 până la decembrie 2018) este un tur de tenis la nivel mondial organizat pentru bărbați de Asociația Profesioniștilor din Tenis. Turul de nivelul doi este ATP Challenger Tour, iar cel de-al treilea este Circuitul masculin ITF. Organizația echivalentă pentru femei este WTA Tour.

## Turnee ATP Tour
| Eveniment              | Număr | Premiul total în bani (USD)       | Punctele de clasament pentru câștigător | Organ de conducere |
| ---------------------- | ----- | --------------------------------- | --------------------------------------- | ------------------ |
| Grand Slam             | 4     | A se vedea articolele individuale | 2.000                                   | ITF                |
| Turneul Campionilor    | 1     | 4.450.000                         | 1.100–1.500                             | ATP (2009–prezent) |
| ATP Masters 1000       | 9     | 2.450.000 până la 3.645.000       | 1000                                    | ATP                |
| ATP 500                | 13    | 755.000 până la 2.100.000         | 500                                     | ATP                |
| ATP 250                | 39    | 416.000 până la 1.024.000         | 250                                     | ATP                |
| Jocurile Olimpice      | 1     | A se vedea articolele individuale | 0                                       | IOC                |
|                        |       |                                   |                                         |                    |
| ATP Challenger Tour    | 178   | 40.000 până la 220.000            | 80 până la 125                          | ATP                |
| Circuitul masculin ITF | 534   | 10.000 și 25.000                  | 18 până la 35                           | ITF                |

## Clasament ATP
ATP publică săptămânal clasamente ale jucătorilor profesioniști.

### Clasament actual
| Clasament ATP (simplu), la data de 17 martie 2025 | Clasament ATP (simplu), la data de 17 martie 2025 | Clasament ATP (simplu), la data de 17 martie 2025 | Clasament ATP (simplu), la data de 17 martie 2025 | Clasament ATP (simplu), la data de 17 martie 2025 |
| #                                                 | Jucător                                           | Puncte                                            | Mod.                                              |                                                   |
| ------------------------------------------------- | ------------------------------------------------- | ------------------------------------------------- | ------------------------------------------------- | ------------------------------------------------- |
| 1                                                 | Jannik Sinner (ITA)                               | 11.330                                            | ▬                                                 |                                                   |
| 2                                                 | Alexander Zverev (GER)                            | 7.945                                             | ▬                                                 |                                                   |
| 3                                                 | Carlos Alcaraz (ESP)                              | 6.910                                             | ▬                                                 |                                                   |
| 4                                                 | Taylor Fritz (USA)                                | 4.900                                             | ▬                                                 |                                                   |
| 5                                                 | Novak Djokovic (SRB)                              | 3.860                                             | ▲ 2                                               |                                                   |
| 6                                                 | Casper Ruud (NOR)                                 | 3.855                                             | ▼ 1                                               |                                                   |
| 7                                                 | Jack Draper (GBR)                                 | 3.800                                             | ▲ 7                                               |                                                   |
| 8                                                 | Daniil Medvedev                                   | 3.680                                             | ▼ 2                                               |                                                   |
| 9                                                 | Andrei Rubliov                                    | 3.440                                             | ▼ 1                                               |                                                   |
| 10                                                | Stefanos Tsitsipas (GRE)                          | 3.405                                             | ▼ 1                                               |                                                   |
| 11                                                | Alex de Minaur (AUS)                              | 3.335                                             | ▼ 1                                               |                                                   |
| 12                                                | Holger Rune (DEN)                                 | 3.270                                             | ▲ 1                                               |                                                   |
| 13                                                | Tommy Paul (USA)                                  | 3.030                                             | ▼ 2                                               |                                                   |
| 14                                                | Ben Shelton (USA)                                 | 2.980                                             | ▼ 2                                               |                                                   |
| 15                                                | Grigor Dimitrov (BUL)                             | 2.745                                             | ▬                                                 |                                                   |
| 16                                                | Lorenzo Musetti (ITA)                             | 2.650                                             | ▬                                                 |                                                   |
| 17                                                | Frances Tiafoe (USA)                              | 2.485                                             | ▬                                                 |                                                   |
| 18                                                | Arthur Fils (FRA)                                 | 2.480                                             | ▲ 3                                               |                                                   |
| 19                                                | Félix Auger-Aliassime (CAN)                       | 2.415                                             | ▼ 1                                               |                                                   |
| 20                                                | Ugo Humbert (FRA)                                 | 2.375                                             | ▼ 1                                               |                                                   |

| Clasament ATP (dublu) la data de 17 martie 2025 | Clasament ATP (dublu) la data de 17 martie 2025 | Clasament ATP (dublu) la data de 17 martie 2025 | Clasament ATP (dublu) la data de 17 martie 2025 | Clasament ATP (dublu) la data de 17 martie 2025 |
| #                                               | Jucător                                         | Puncte                                          | Mod.                                            |                                                 |
| ----------------------------------------------- | ----------------------------------------------- | ----------------------------------------------- | ----------------------------------------------- | ----------------------------------------------- |
| 1                                               | Marcelo Arévalo (ESA)                           | 8.530                                           | ▬                                               |                                                 |
| =                                               | Mate Pavić (CRO)                                | 8.530                                           | ▬                                               |                                                 |
| 3                                               | Henry Patten (GBR)                              | 7.295                                           | ▬                                               |                                                 |
| 4                                               | Harri Heliövaara (FIN)                          | 7.120                                           | ▬                                               |                                                 |
| 5                                               | Jordan Thompson (AUS)                           | 6.575                                           | ▲ 6                                             |                                                 |
| 6                                               | Kevin Krawietz (GER)                            | 5.970                                           | ▼ 1                                             |                                                 |
| 7                                               | Tim Pütz (GER)                                  | 5.880                                           | ▼ 1                                             |                                                 |
| 8                                               | Simone Bolelli (ITA)                            | 5.790                                           | ▼ 1                                             |                                                 |
| 9                                               | Andrea Vavassori (ITA)                          | 5.790                                           | ▼ 1                                             |                                                 |
| 10                                              | Marcel Granollers (ESP)                         | 5.595                                           | ▼ 1                                             |                                                 |
| 11                                              | Horacio Zeballos (ARG)                          | 5.595                                           | ▼ 1                                             |                                                 |
| 12                                              | Max Purcell (AUS)                               | 5.050                                           | ▲ 1                                             |                                                 |
| 13                                              | Nikola Mektić (CRO)                             | 4.340                                           | ▼ 1                                             |                                                 |
| 14                                              | Michael Venus (NZL)                             | 3.775                                           | ▬                                               |                                                 |
| 15                                              | Neal Skupski (GBR)                              | 3.610                                           | ▲ 1                                             |                                                 |
| 16                                              | Lloyd Glasspool (GBR)                           | 3.530                                           | ▼ 1                                             |                                                 |
| 17                                              | Julian Cash (GBR)                               | 3.215                                           | ▬                                               |                                                 |
| 18                                              | Andrés Molteni (ARG)                            | 3.140                                           | ▲ 4                                             |                                                 |
| 19                                              | Matthew Ebden (AUS)                             | 3.105                                           | ▲ 1                                             |                                                 |
| 20                                              | Nathaniel Lammons (USA)                         | 3.050                                           | ▼ 2                                             |                                                 |